# Holasteroida
De Holasteroida zijn een orde van zee-egels (Echinoidea) uit de infraklasse Irregularia.

## Families
- Onderorde Meridosternata
  - Infraorde Cardiasterina †
    - Cardiasteridae Lambert, 1917 †
    - Stegasteridae Lambert, 1917 †

  - Infraorde Urechinina
    - Calymnidae Mortensen, 1907
    - Carnarechinidae Mironov, 1993
    - Corystusidae Foster & Philip, 1978
    - Plexechinidae Mooi & David, 1996
    - Pourtalesiidae A. Agassiz, 1881
    - Urechinidae Duncan, 1889

niet in een infraorde geplaatst
  - Echinocorythidae Wright, 1857 †
  - Holasteridae Pictet, 1857 †

niet in een onderorde geplaatst
- Hemipneustidae Lambert, 1917 †
- Pseudholasteridae Smith & Jeffery, 2000 †
- Stenonasteridae Lambert, 1922 †